# Kullervo

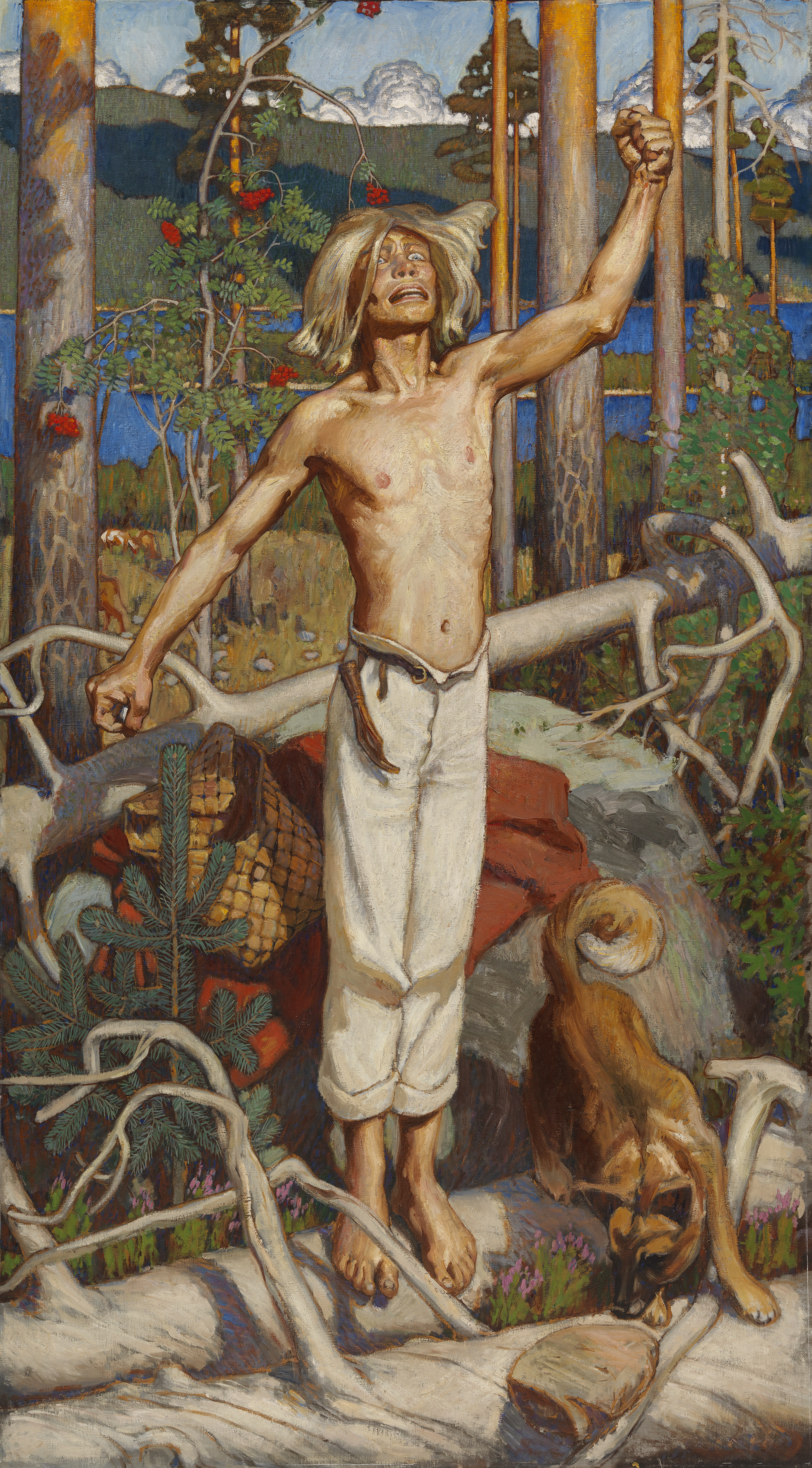
La maldición de Kullervo, de Akseli Gallen-Kallela (1899). Representa una escena del Kalevala en la que Kullervo, sin saberlo, maldice un hato de vacas, transformándolas en osos que atacan a una mujer que le estaba atormentando.

En el poema épico finlandés Kalevala, Kullervo es el hijo desdichado de la virgen Untamala, hija de Kalervo. Pese a que el poema lo llama "Kullervo Kalervonpoika" (esto es, "Kullervo, hijo de Kalervo") es en realidad su nieto. Él es el único personaje inflexible y trágico de la mitología finlandesa.
Según la leyenda, casi toda la tribu de Kalervo muere durante una guerra contra su hermano Untamo, quien, una vez culminada la matanza, vende a su pequeño sobrino como esclavo a Ilmarinen. 
El niño será criado en el más completo aislamiento, debido a su naturaleza violenta y a las muestras tempranas y aterradoras de talento mágico. El único recuerdo que el muchacho conserva de su infancia familiar es un viejo cuchillo. 
La mujer de Ilmarinen se divierte atormentando al joven esclavo. Un día, lo manda a apacentar el ganado y le da un pedazo de pan que ha sido horneado con piedras en su interior. Al chocar con una de las piedras que contiene el pan, el cuchillo se le rompe. Kullervo se desborda de rabia, y, como está naturalmente dotado de poderes mágicos, profiere entonces una maldición contra la esposa de Ilmarinen: así, las vacas que ordeña ella se transforman en osos que le dan muerte.
Tras esta acción perversa, Kullervo huye de su esclavitud y descubre que su familia sigue viva. Sin embargo, su hermana, que se fue al bosque a recoger frutas del bosque, ha desaparecido. 

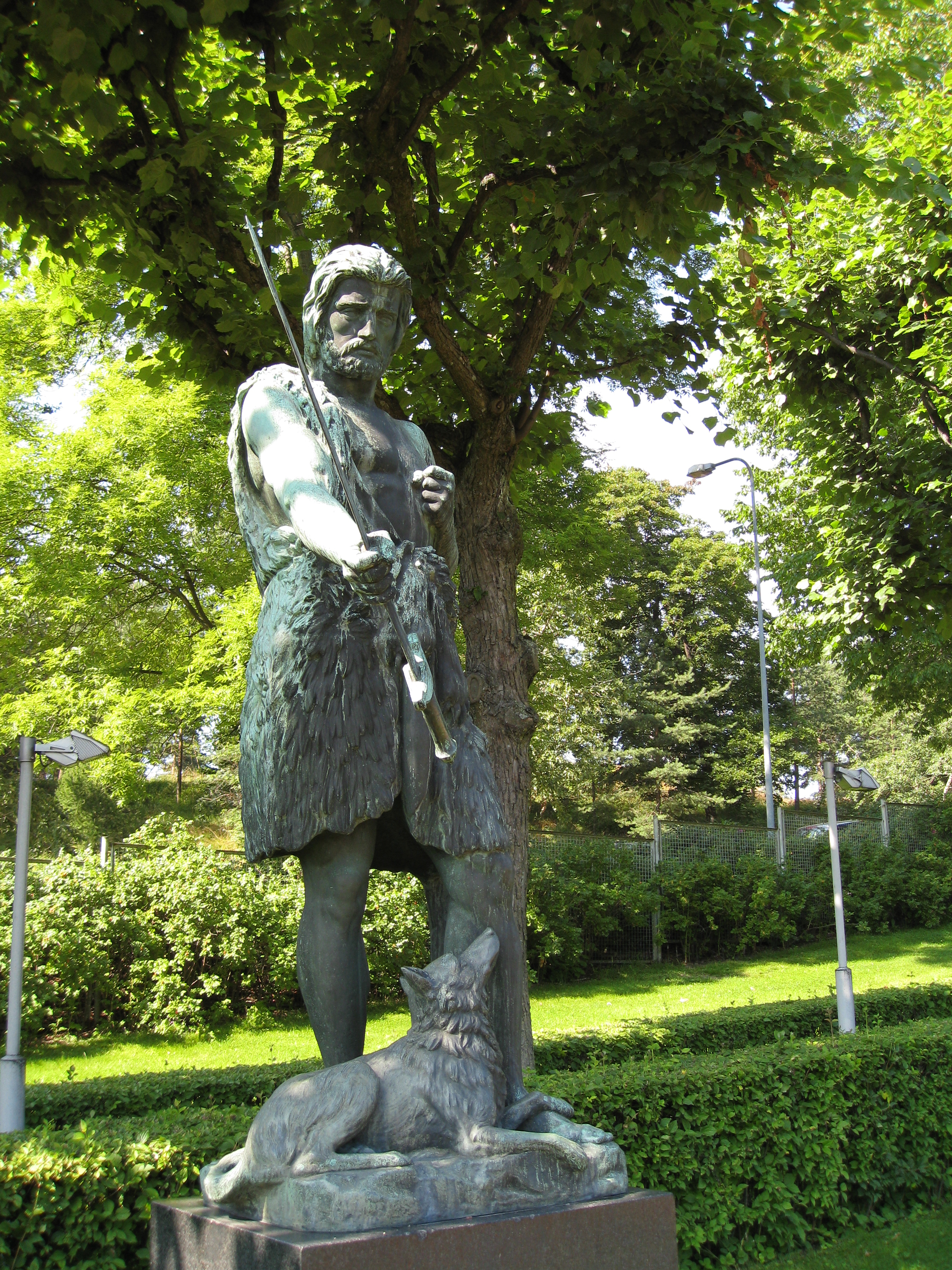
Kullervo habla con su espada, 1868, del escultor Carl Eneas Sjöstrand.

Kullervo intenta trabajar con su familia como pescador, pero, «por la muy mala educación / que le había dado su madrastra», es incapaz de ejercer bien el oficio: con sus manejos torpes, rompe los remos y estropea las redes. Su padre le envía a pagar el diezmo a su señor. En su camino de regreso de esta tarea, se encuentra con una mendiga a quien, después de unos escarceos, seduce, sin importarle su identidad. Posteriormente comprende que se trata de su propia hermana. Afrentada por la vergüenza, la muchacha se suicida. 
Kullervo aún tiene una tarea pendiente, que es la de vengarse de su tío Untamo. Con ese propósito, consigue la espada mágica de Ukko. Después de varias peripecias, lo halla en un sitio propicio y lo mata con toda su familia; después vuelve a casa, pero esta vez encuentra los cuerpos sin vida del resto de sus parientes, en desorden y abandonados en el interior de su hogar.
Ante lo ocurrido y en un estado de delirio supremo, Kullervo le habla a su espada preguntándole si ella está dispuesta a tomar su vida. La espada le responde con entusiasmo que está «lista para beber su sangre», y Kullervo termina inmolándose sobre ella.

## Legado
El compositor finlandés Jean Sibelius eligió a Kullervo como protagonista de su primera obra importante: el poema sinfónico para soprano, barítono, coro y orquesta Kullervo (1892). 
El personaje de Kullervo sirvió también de inspiración para el de Túrin en la mitología artificial desarrollada por J. R. R. Tolkien.